# 辻岡健象
辻岡 健象（つじおか けんぞう、1933年 -2022年12月16日 ）は、日本の牧師、伝道者。プロライフ団体、小さないのちを守る会の創立者・代表。

## 概要
和歌山県生まれ。1954年、20歳の時にイエス・キリストを信じ、洗礼を受ける。明治大学政経学部、聖書神学舎卒業。
ビジネスマンとして働いていたが、自分のために生きてきたことを、天国の入り口で神に断罪されている夢を三度見て献身。神学校にいくと妻に伝えるが、経済的に何の保証も無い神学校に行くという発言に妻は青ざめたという。当時勤めていた会社の社長の姪と結婚していた。妻の家族はクリスチャン・ホームであったが、親族中から反対された。
福音自由教会牧師として牧会伝道の後、1984年に小さないのちを守る会を設立。人工妊娠中絶を考える母親を説得して、新生児の養子縁組を斡旋し中絶による殺人から、赤ちゃんを助けている。もっとも、現在では養子縁組の斡旋は行っていない。
産科婦人科医師だった菊田昇に「中絶は殺人ではないか」と尋ねた。菊田医師らの働きにより、1988年特別養子制度が施行。菊田医師はその後に回心して、クリスチャンとなり、キリスト教系の小さないのちを守る会を結成し活動。また超宗派のいのちを守る親の会が結成されたときは激励の手紙を送っている。

## 著書
- 『小さな鼓動のメッセージ』いのちのことば社1999年 ISBN 4264014212
- 『日本のリバイバルを求めて―奥山実対談集』共著　マルコーシュ・パブリケーション社
- 『福音を生きる―文化の形成をめざして』いのちのことば社 (21世紀ブックレット)共著 2002年